# Excalibur

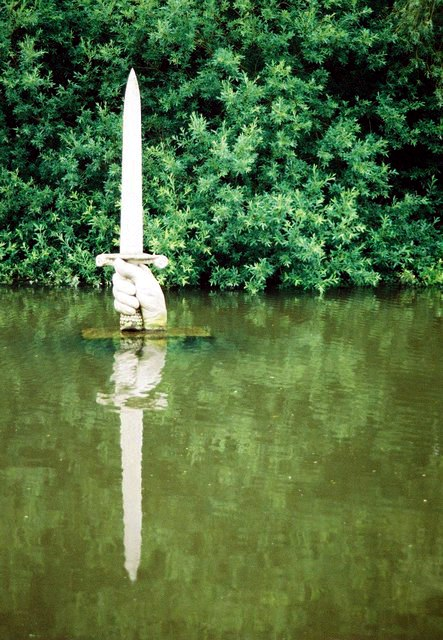
Statuia sabiei Excalibur din Kingston Maurward.

Excalibur este sabia legendară a regelui Arthur, uneori fiindu-i atribuite puteri magice sau asociată cu suveranitatea de drept a Britaniei. Alteori, Excalibur și Sabia din Piatră (dovada descendenței regelui Arthur) sunt considerate aceeași armă, dar în cele mai multe versiuni ele sunt arme distincte. Sabia a fost asociată cu legenda regelui Arthur de foarte devreme. 
În galeză, sabia este numit Caledfwlch, iar în cornică, Calesvol.